# Yohl Ik'nal
Yohl Ik'nal o Ix Yohl Ik'nal o Ix Ohl Ik’nal (n. ? - f. 4 o 7 de noviembre de 604) fue una ahau del señorío de B'aakal, cuya ciudad capital era Lakam Ha', hoy conocida como la zona arqueológica maya de Palenque. Gobernó del año 583 al 604.  Debido a que inicialmente los epigrafistas utilizaron el maya yucateco para descifrar los glifos mayas, también fue conocida como Señora Kan Ik o Señora K'anal Ik'nal (Kanal-Iknal). Actualmente se utiliza el idioma chol pues se ha comprobado que es más parecido al idioma maya clásico. 

## Semblanza biográfica
Su nombre en idioma maya clásico significa Corazón del Sitio del Viento o Señora Corazón del Sitio del Viento, muy probablemente fue hija de su antecesor Kan Balam I, aunque también existe la posibilidad de que fuese su hermano. De acuerdo a la cuenta larga del calendario maya ascendió al trono el 9.7.10.3.8 9 lamat 1 muwan, es decir el 23 de diciembre de 583.
Durante su reinado fue atacada por Uneh Chan, ahau del señorío de Kaan, cuya sede fue Calakmul (aunque probablemente entonces su sede estaba en Dzibanché). De acuerdo a los jeroglíficos mayas de la escalinata de la casa “C”, se registró una fuerte batalla y derrota en la fecha 9.8.5.13.8 6 lamat 1 zip, es decir, el 21 de abril de 599. A pesar del sometimiento, el cual obligó a los palencanos a pagar tributo, Yohl Ik'nal siguió gobernando hasta su muerte, la cual ocurrió el  4 o 7 de noviembre de 604 o 9.8.11.6.12 2 eb 0 mak.
Otra parte de la historia del gobierno de Yohl Ik'nal se encuentra descrita en el tablero de K'an Tok (Lugar de la Nube Preciosa), su retrato se encuentra tallado en altorrelieve en dos lados del sarcófago de su bisnieto Pakal “el Grande”. De acuerdo a las inscripciones del dintel 4 de la estructura 6 de Bonampak, esta ciudad también atacó a Lakam Ha' el 9.8.9.15.11 7 chuen 4 zotz (16 de mayo de 603), cuando aún gobernaba Yol Ik'nal, sin embargo no existen evidencias de que Palenque haya sido sometido, es posible que esa inscripción se refiera a un lugar cercano al oeste de Bonampak, cerca de Ocosingo cuyo nombre moderno es Lacanja.
Yohl Ik'nal fue descendiente directa de K'uk' B'alam I, sin embargo, al romperse la línea de sucesión patrilineal, los diferentes grupos de nobles y jefes de linajes debieron establecer acuerdos para ungir a sus posibles herederos, ese fue el caso de su bisnieto Pakal “el Grande”, quien ascendería al trono en 615. Es posible que su sucesor, Aj Ne' Ohl Mat, haya sido su primer hijo, y que, además, haya tenido otro hijo de nombre Janaab' Pakal, quien no gobernó, pero pudo haber sido padre de Sak K'uk' y abuelo de Pakal “el Grande”.